# Igor Lukšič
Igor Lukšič (ur. 3 grudnia 1961 w m. Novo mesto) – słoweński polityk, deputowany do Zgromadzenia Państwowego. Minister edukacji i sportu w latach 2008–2012. Przewodniczący Socjaldemokratów w latach 2012–2014.

## Życiorys
Igor Lukšič urodził się w 1961 w miejscowości Novo Mesto. W 1986 ukończył nauki polityczne na Uniwersytecie Lublańskim, a w 1993 doktoryzował się na tej samej uczelni. W 1986 został asystentem na Wydziale Nauk Społecznych. W latach 1997–1999 kierował katedrą nauk politycznych. W latach 1999–2001 pełnił funkcję prodziekana Wydziału Nauk Społecznych, następnie od 2001 do 2003 zajmował stanowisko jego dziekana. W 2003 został profesorem. Jego badania naukowe obejmowały dziedziny kultury politycznej, historii doktryn politycznych i systemów politycznych.
W latach 1995–2008 był redaktorem naczelnym magazynu „Teorija in praksa”. Został autorem kilku książek i kilkunastu artykułów naukowych publikowanych w różnych językach. Wykładał na kilku międzynarodowych uczelniach, w tym Western Michigan University, University of California w Davis oraz na Uniwersytecie w Genui.
W latach 2005 zajmował stanowisko wiceprzewodniczącego Socjaldemokratów. W wyborach parlamentarnych we wrześniu 2008, wygranych przez Socjaldemokratów, uzyskał mandat deputowanego do Zgromadzenia Państwowego. 21 listopada 2008 objął urząd ministra edukacji i sportu w rządzie premiera Boruta Pahora. W przedterminowych wyborach w grudniu 2011 uzyskał reelekcję. Jego partia straciła wówczas 2/3 mandatów i znalazła się w opozycji. Urząd ministra zajmował do 10 lutego 2012, kiedy rząd Boruta Pahora zakończył urzędowanie.
Na kongresie 2 czerwca 2012 Igor Lukšič został wybrany na nowego przewodniczącego Socjaldemokratów, pokonując Boruta Pahora stosunkiem głosów 190 do 180. 26 maja 2014, po słabym wyniku socjaldemokratów w wyborach europejskich, w których jako lider listy wyborczej nie zdobył mandatu, zrezygnował z kierowania partią.